# Helmuth Karl Bernhard von Moltke
Helmuth Karl Bernhard Graf von Moltke (n. 26 octombrie 1800, Parchim — d. 24 aprilie 1891, Berlin) a fost un general prusac, înaintat la gradul de Generalfeldmarschall. Timp de 30 de ani von Moltke a fost Șeful Statului Major General (Großer Generalstab) al armatei prusace și un mare strateg, care a creat noi metode moderne de conducere a armatelor pe câmpul de luptă. Moltke a avut un rol hotărâtor în victoriile obținute de armata prusacă în războaiele cu Danemarca și în războaiele franco-prusace care s-au încheiat cu Bătălia de la Sedan.